# Suthasini Sawettabut
Suthasini Sawettabut née le 9 décembre 1994 à Ranong est une pongiste thaïlandaise.
Elle a participé aux Jeux olympiques de la jeunesse d'été de 2010 et obtenu la quatrième place en simple dames.
Elle a participé aux Jeux olympiques de 2020. Elle est entrée dans l'histoire de la Thaïlande en atteignant les huitièmes de finale avant d'être battue par Mima Ito 0-4.